# Toshi Ichiyanagi
Toshi Ichiyanagi (一柳 慧, Ichiyanagi Toshi), né le 4 février 1933 à Kobe et mort le 7 octobre 2022 à Tokyo, est un prolifique compositeur japonais de musique d'avant-garde. 

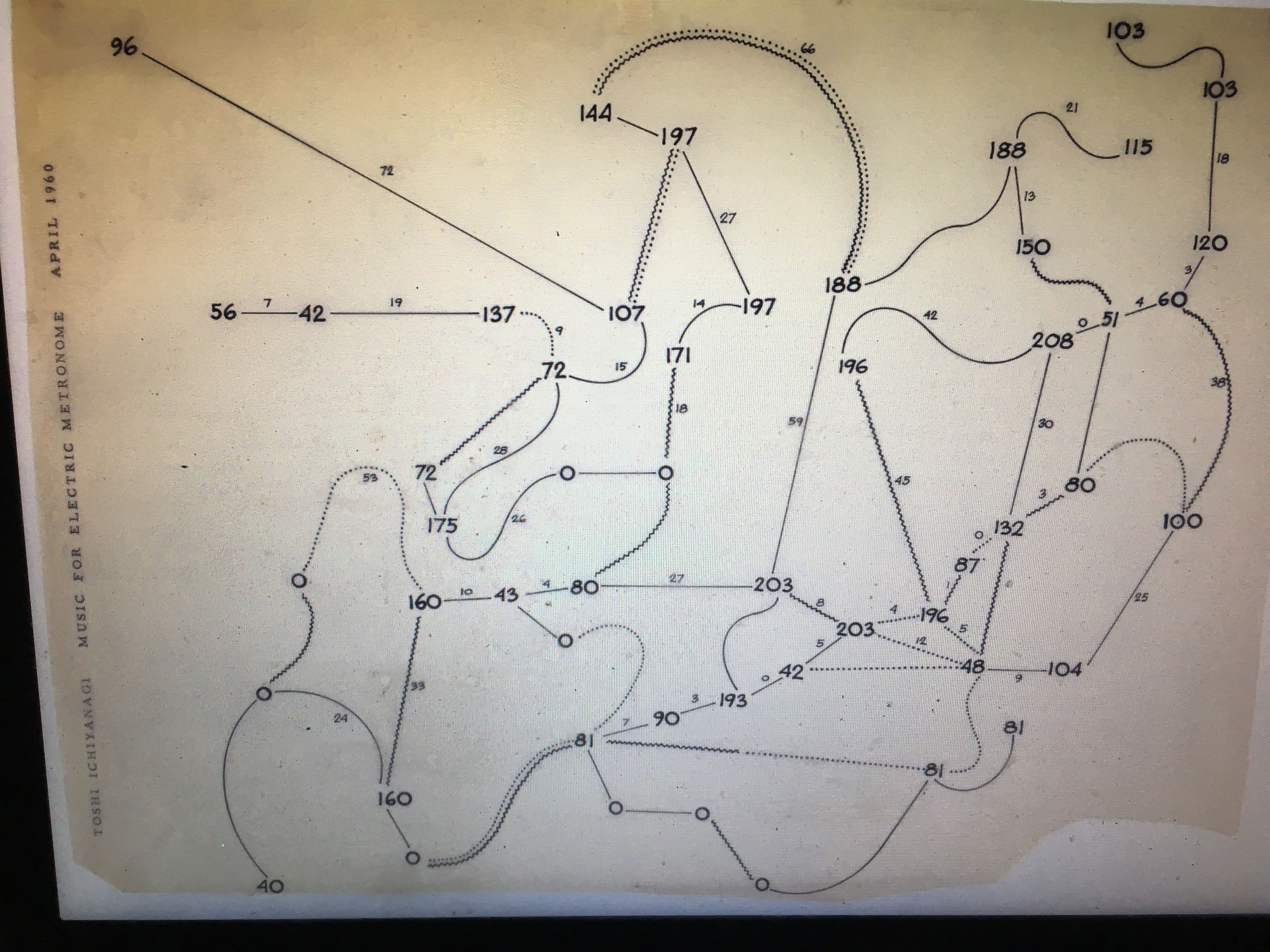
Partition pour Music for Electric Metronomes (1960).

Il étudie auprès de Tomojirō Ikenouchi, Kishio Hirao et John Cage.
Une de ses œuvres les plus notables est  Kaiki composée en 1960, qui associe des instruments japonais, le shō et le koto, à des instruments occidentaux comme l'harmonica et le saxophone. Une autre œuvre Distance (1961) exige des interprètes qu'ils jouent à une distance de trois mètres de leurs instruments. Anima 7 (1964) stipule que la pièce choisie doit être jouée « le plus lentement possible ».
Il est marié à Yoko Ono de 1956 à 1963.
Toshi Ichiyanagi est lauréat de la 33e édition du prix Suntory (musique) (2001). Il est décoré de l'ordre de la Culture du Japon.

## Compositions

### Opéras
- 1968 : From the Works of Tadanori Yokoo (musique électronique)
- 1995 : The Last Will of Fire
- 1995/1998 : Momo
- 2002 : Hikari

### Œuvres pour orchestre
- 1964 : The Field
- 1968 : Up To Date Applause pour orchestre, groupe sonore et bande magnétique
- 1980 : In the Reflection of Lighting Image pour percussions et orchestre
- 1981 : Concerto pour piano no 1 « Reminiscence of Spaces »
- 1982/1986 : Engen pour koto et orchestre
- 1983 : Concerto pour violon « Circulating scenery »
- 1983-1986 : Paganini Personal pour marimba et orchestre
- 1984 : Time Surrounding pour percussions et orchestre
- 1986 : Symphonie pour orchestre de chambre « Time Current »
- 1987 : Interspace pour orchestre à cordes
- 1987 : Concerto pour piano no 2 « Winter Portrait »
- 1988 : Symphonie « Berlin Renshi » pour soprano, ténor et orchestre
- 1989 : Voices from the Environment
- 1989 : Mouvement symphonique « Kyoto »
- 1989 : Concerto pour koto et orchestre de chambre « The Origin »
- 1989 : Existence pour orgue et orchestre
- 1991 : Concerto pour piano no 3 « Cross Water Roads »
- 1991 : Luminous Space pour shō, ondes Martenot et orchestre
- 1992 : Interplay pour flûte et orchestre à cordes
- 1993 : Symphonie pour orchestre de chambre no 2 « Undercurrent »
- 1993 : Cosmos Ceremony pour ryūteki, shō et orchestre
- 1994 : Symphonie no 4 « Recollection of Reminiscence Beyond »
- 1994 : Coexistence pour shakuhachi et orchestre à cordes
- 1995 : Symphonie no 3 « Inner Communications »
- 1996 : Coexistence pour ondes Martenot et orchestre
- 1997 : Symphonie no 5 « Time Perspective » - sur le thème de l'opéra « Momo »
- 1997 : Symphonie no 2 « Undercurrent »
- 1997 : Coexistence pour orchestre
- 2001 : Bridging
- 2001 : Symphonie no 6 « A Hundred Years From Now »
- 2001 : Between Space and Time pour orchestre de chambre
- 2002 : Returning to Sounds Environment pour shakuhachi et orchestre
- 2003 : To the Memory of Nugshead pour orchestre à vents

### Musique de chambre
- 1954 : Sonate pour violon et piano
- 1956 : Trio pour 2 flûtes et harpe
- 1957 : Quatuor à cordes
- 1960 : Stanzas pour instrument(s) à cordes
- 1961 : Pour cordes
- 1961 : Duet pour piano et instrument(s) à cordes
- 1962 : Sapporo pour 3 à 15 musiciens et dirigeant
- 1962 : Activities pour cuivres
- 1964 : Quatuor à cordes no 1
- 1966 : Modulator pour instruments japonais, instruments à cordes, piano et modulateur
- 1967 : Appearance pour 3 musiciens et 2 opérateurs
- 1978 : Distance pour flûte nô, acteur nô et ensemble
- 1978 : Perspective pour danseur nô, flûte, violon, alto, violoncelle, percussions et musique électronique
- 1978 : Scenes I  pour violon et piano
- 1979 : Scenes II pour violon et piano
- 1979 : Recurrence pour flûte, clarinette, percussions, harpe, piano, violon et violoncelle
- 1981 : Time in Tree, Time in Water pour percussions et piano
- 1981 : Scenes IV pour violon et piano
- 1981 : Before Darkness Appears pour accordéon et piano
- 1982 : Scenes V pour violon et piano
- 1982 : Paganini Personal pour marimba et piano
- 1982 : Flowers Blooming in summer pour harpe et piano
- 1984 : Wind trace pour trois claviers à percussions (marimba, vibraphone et cymbale antique)
- 1985 : Quintette pour piano « Prāna »
- 1985 : Yami o Irodoru Mono pour 2 violons et piano
- 1986 : Présage pour 6 ondes Martenot
- 1986 : Quatuor à cordes no 2 « Interspace »
- 1986 : Interspace pour shō et harpe
- 1988 : Transfiguration of the Moon pour shō et violon
- 1988 : Ten, Zui, Ho, Gyaku pour shakuhachi et ondes Martenot
- 1990 : Troposphere pour ondes Martenot et marimba
- 1991 : Interrelation I pour violoncelle et piano
- 1990 : Trio Interlink pour violon, piano et percussions
- 1992 : Aquascape pour marimba, flûte, piano et 2 percussions
- 1992 : Cosmos of Coexistence pour marimba et piano
- 1992 : Reflection pour 9 musiciens
- 1993 : Intercross pour violon et piano
- 1994 : Quatuor à cordes no 3 « Inner-landscape »
- 1994 : Trio Fantasy pour piano, violon et violoncelle
- 1995 : Cosmic Harmony pour violoncelle et piano
- 1995 : Musique pour violon, shō et piano
- 1997 : Existence −In Memory of Kuniharu Akiyama− pour clarinette et piano
- 1998 : Interrelation II pour violon et piano
- 1998 : Mirage pour cor anglais et contrebasse
- 1998 : Mirage pour accordéon et clavecin
- 1999 : Quatuor à cordes no 4 « In the Forest »
- 1999 : Metamorphosis pour quatuor de bassons
- 2001 : Quintette pour piano « Bridging »
- 2002 : Ballade pour violoncelle et marimba

### Pièces pour clavier
- 1959/1961 : Musique pour piano no 1 - no 7
- 1972 : Piano Media pour piano
- 1975 : Bi no Bi pour piano
- 1976 : Multiple Spaces pour orgue
- 1976 : Time Sequence pour piano
- 1980 : Two Existence pour 2 pianos
- 1985/1999 : Cloud Atlas I - X pour piano
- 1987 : Inter Konzert pour piano
- 1989 : Piano Nature pour piano
- 1990 : Inexhaustible Fountain pour piano
- 1990 : Dimensions pour orgue
- 1992 : Fantasy pour orgue
- 1992 : Farewell to... -To the Memory of Luigi Nono- pour piano
- 1992 : In Memory of John Cage pour piano
- 1995 : Imaginary Scenes pour piano
- 2001 : Piano Space pour piano
- 2003 : Piano Poem pour piano

### Pièces pour autres instruments
- 1960 : Musique pour métronomes électriques
- 1972 : Vein of Sounds pour harpe
- 1972 : Arrangements pour percussions
- 1980 : Scenes III pour violon solo
- 1980 : Wind Nuance pour flûte
- 1983 : Portrait of Forest[5] pour marimba solo
- 1984 : Cloud Figures pour hautbois solo
- 1984 : Wind Trace pour 3 percussionnistes du clavier
- 1986 : Perspectives pour violon solo
- 1987 : Still Time III pour harpe
- 1989 : Wind Stream pour flûte
- 1989 : The Source pour marimba
- 1990 : Friends pour violon
- 1991 : Aki o Utu Oto pour marimba
- 1991 : Intoxicant Moon pour ondes Martenot
- 1993 : Rhythm Gradation pour timbales
- 1993 : Omniscape pour violon
- 1995 : Generation of Space pour contrebasse
- 1996 : Still Time IV pour flûte
- 1996 : Perspectives II pour percussions
- 2000 : In a Living Memory pour flûte solo
- 2001 : « Innervoice » sur un thème de gagaku pour marimba

### Œuvres vocales
- 1973 : Voice Field pour chœur d'enfants et percussions
- 1983 : Kinderkreuzzug pour chœur mixte
- 1989 : Music for Art Kites pour soprano et flûte
- 1991 : Song of Morning pour chœur de femmes et shō
- 1994 : Scenes of Poems I  pour chœur mixe et violoncelle
- 1994 : My Song pour mezzo-soprano et marimba
- 2008 : Coexistence pour chœur d'hommes et ensemble d'instruments japonais traditionnels

### Œuvres pour instruments japonais traditionnels
- 1986 : Still Time II pour kugo solo (ancienne harpe)
- 1998 : Still Time V pour hōkyō solo (similaire au fangxiang (en) chinois)

### Musique électronique
- 1962 : Parallel Music
- 1966 : Life Music pour divers modulateurs, bande magnétique et orchestre

### Théâtre
- 1963-1973 Pratyāhārā

### Musique de film
- 1965 : Histoire écrite sur l’eau (水で書かれた物語, Mizu de kakareta monogatari?) de Yoshishige Yoshida
- 1969 : Eros + Massacre (エロス+虐殺, Eros + Gyakusatsu?) de Yoshishige Yoshida

## Discographie partielle
- 2013 : Cloud Atlas[6] avec pièces aussi de Claude Ledoux interprété par Kaoru Tashiro chez Sub Rosa
- 2018 : Japanese Music Now dont Portrait of Forest[5] pour marimba solo

## Décorations
- Chevalier de l'ordre des Arts et des Lettres, 1985
- Récipiendaire de l'ordre de la Culture, 2018